# 松木安太郎
松木 安太郎（まつき やすたろう、1957年11月28日 - ）は、東京都中央区出身の元サッカー選手、サッカー解説者。現役時代のポジションはディフェンダー（DF）。元日本代表。日本体育大学体育学部体育学科卒業。
従弟には築地市場場内のマグロ仲卸の生田與克。祖父は大相撲力士の葵龍（最高位は十両）。

## 経歴

### 生い立ち
実家は東京都中央区日本橋にある明治2年創業の老舗のうなぎ屋「近三」。幼稚園時代から小学校2-3年の間、藤城清治主宰の人形劇団「木馬座」で、ケロヨンの相棒「もぐらのモグちゃん」の着ぐるみに入って演じていた。
暁星小学校時代からサッカーに打ち込み、小柄な体躯ながらゴールキーパーを務めていた。学校の代表チームである暁星アストラの選手に選ばれると小学6年生の時には全国サッカー少年団大会（全日本少年サッカー大会の前身）に出場した。
読売ジャイアンツの長嶋茂雄のファンだったことから、背番号は「3」を希望し付けていた。

### 選手
1970年、暁星中学校に進学と同時に読売サッカークラブへ加入。小学校時代から一貫してキーパーを務めていたが、高校1年の時にフランツ・ファン・バルコムによりDFへコンバート。翌年にはトップチームへ昇格した。読売クラブでの練習が多忙になると暁星高校から堀越高等学校に転校。芸能コースを選択し、芸能人と一緒に勉強しながらクラブの練習に参加していた。これはユースでの練習の時間帯が普通高校の授業時間帯に当たることが多いため、時間的に普通高校へ通うことが難しかったからであった。
高校卒業後は、暁星高校時代の恩師から「体育の指導者になるなら、日体大」という勧めもあって、日本体育大学体育学部体育学科へ進学したが3年の途中で中退し、読売クラブでの活動に専念。大学時代の先輩にはジュビロ磐田の監督だった鈴木政一、後輩にはFC東京の監督だった倉又寿雄がいる。
なお、2014年3月10日に中退していた日本体育大学から、昨年度の俳優・千葉真一に続いて特別卒業認定をカヌー選手・本田大三郎と共に授与された。Jリーグ・サッカー競技などの普及発展に尽力したことと母校の発展と名声を高めたことによる。
バルコムの抜擢もあって1976年に日本サッカーリーグデビュー。デビュー当初の松木は技術的には難があり「なぜあいつを起用するんだ？」との批判もあったが、練習量と持ち前の闘争心で出場機会を掴んでいった。先輩である与那城ジョージや千葉進らの支えもあって選手として成長を遂げると1983年からは主将としてチームを牽引し、日本サッカーリーグ優勝3回（1983年、1984年、1986年）、天皇杯優勝3回（1984年、1986年、1987年）、JSLカップ優勝1回（1985年）に貢献した。また明るい性格から読売クラブの宴会部長とも言われた。
日本代表としては、1984年5月のジャパンカップ（キリンカップサッカーの前身）で代表に初選出され、同月31日の中国戦で国際Aマッチデビュー。これ以降、右サイドバックのポジションを掴むと翌1985年の1986 FIFAワールドカップ予選では最終予選進出に貢献するなど国際Aマッチ11試合に出場した。

### 監督
現役引退後は読売クラブのコーチに就任。1993年、Jリーグ開幕直前に前任のペペ監督から引き継ぐ形で、ヴェルディ川崎の監督に就任した。監督就任時の年齢は35歳と言う異例の若さであった。松木によると他に引き受け手が見つからず監督の話が来たという。
監督就任時には、選手時代に指導を受けたフランツ・ファン・バルコムをコーチに迎え、イェーネ・ハンセン、ヘニー・マイヤーといったオランダ人を起用し、ヨーロッパスタイルの組織的サッカーへの転換を計った。これに対し、伝統を重んじる古参の選手（加藤久・都並敏史・戸塚哲也ら）からは反発を招き、さらには現役時代からの親友・ラモス瑠偉からも松木とバルコムの体制を批判されるほどだった。開幕前には優勝候補の最右翼と目されたが、加藤久の退団やラモスの欠場（ストライキ）もあって、開幕ダッシュに失敗、松木と選手間の対立は新聞や週刊誌で「内乱」として報じられ、松木は批判の矢面に立たされた。サントリーシリーズ（1stステージ）後半には6連勝と立て直したものの、鹿島アントラーズに優勝を譲ることになった。同じく1stステージ不調の主将三浦知良がJリーグオールスターサッカーで自身が指揮するJ-EASTのエースとして2得点でMVP獲得し復調の兆しを見せ、更にビスマルク等ブラジル人体制に戻したNICOSシリーズ（2ndステージ）では、チームを優勝に導いた。鹿島アントラーズとのチャンピオンシップでは、1勝1分で初代王者となった。
1994年も前年同様に前期戦は不調に終わったが、三浦がセリエAのジェノアCFCへ移籍した後期戦から招聘したネルシーニョヘッドコーチとの二頭体制によってNICOSシリーズを制し、チャンピオンシップではサンフレッチェ広島を退け2年連続の王者となった。その後ネルシーニョに監督の座を譲り、シーズン限りで退任した。
1995年、JFA 公認S級コーチ資格取得。同年から1997年まではNHKサッカー解説者を務めた。
1998年にセレッソ大阪監督に就任。チームの再建を期待されたが思うような成績が挙げられず1年で退任した。2001年、東京に移転した東京ヴェルディ1969監督に再度就任したものの、成績が上がらず半年で解任された。

### 解説者
テレビ朝日などでサッカー解説者を務める傍ら、2015年9月25日までテレビ朝日で放送されていた『モーニングバード!』の水曜日のレギュラーコメンテーターを務めていた。同局におけるサッカー日本代表に関連する試合の中継やAFCチャンピオンズリーグの解説を担当している。その独特な解説は「居酒屋応援スタイル」と称されている。更に松木語録として「PKだ」、「ファウルだろ」、「オフサイド」、「なんなんすかこれ」、「ふざけたロスタイムですね」などの名言を残した英雄として有名である。

### その他
アメリカのラッパー、フロー・ライダーが2012年に発売したアルバム『俺たちワイルド・ワンズ』からのシングルカット曲『情熱のホイッスル』に“口笛”で参加している。
従甥には、サンミュージック所属のお笑いコンビだったひみつスナイパー健のふじこがいる。
金光教の信奉者である。

## 所属クラブ
- 1968年 - 1972年  読売クラブ（ジュニア）
- 1973年 - 1990年  読売クラブ（トップチーム）

## 個人成績
| 国内大会個人成績 | 国内大会個人成績 | 国内大会個人成績 | 国内大会個人成績 | 国内大会個人成績 | 国内大会個人成績 | 国内大会個人成績 | 国内大会個人成績  | 国内大会個人成績 | 国内大会個人成績 | 国内大会個人成績 | 国内大会個人成績 |
| 年度             | クラブ           | 背番号           | リーグ           | リーグ戦         | リーグ戦         | リーグ杯         | リーグ杯          | オープン杯       | オープン杯       | 期間通算         | 期間通算         |
| 年度             | クラブ           | 背番号           | リーグ           | 出場             | 得点             | 出場             | 得点              | 出場             | 得点             | 出場             | 得点             |
| 日本             | 日本             | 日本             | 日本             | リーグ戦         | リーグ戦         | JSL杯            | JSL杯             | 天皇杯           | 天皇杯           | 期間通算         | 期間通算         |
| ---------------- | ---------------- | ---------------- | ---------------- | ---------------- | ---------------- | ---------------- | ----------------- | ---------------- | ---------------- | ---------------- | ---------------- |
| 1973             | 読売             |                  | JSL2部           | 0                | 0                | -                | -                 | -                | -                | 0                | 0                |
| 1974             | 読売             | 20               | JSL2部           | 8                | 0                | -                | -                 |                  |                  |                  |                  |
| 1975             | 読売             | 20               | JSL2部           | 18               | 0                | -                | -                 | -                | -                | 18               | 0                |
| 1976             | 読売             | 3                | JSL2部           | 17               | 2                | 4                | 0                 | 2                | 0                | 23               | 2                |
| 1977             | 読売             | 3                | JSL2部           | 18               | 0                | 4                | 0                 | 3                | 0                | 25               | 0                |
| 1978             | 読売             | 3                | JSL1部           | 18               | 0                | 6                | 0                 | 2                | 0                | 26               | 0                |
| 1979             | 読売             | 3                | JSL1部           | 18               | 0                | 4                | 0                 | 2                | 0                | 24               | 0                |
| 1980             | 読売             | 3                | JSL1部           | 17               | 1                | 2                | 0                 | 3                | 1                | 22               | 2                |
| 1981             | 読売             | 3                | JSL1部           | 18               | 1                | 1                | 0                 | 5                | 0                | 24               | 1                |
| 1982             | 読売             | 3                | JSL1部           | 17               | 0                | 1                | 0                 | 3                | 0                | 21               | 0                |
| 1983             | 読売             | 3                | JSL1部           | 18               | 2                | 3                | 0                 | 3                | 0                | 24               | 2                |
| 1984             | 読売             | 3                | JSL1部           | 18               | 2                | 0                | 0                 | 5                | 0                | 23               | 2                |
| 1985             | 読売             | 3                | JSL1部           | 22               | 1                | 4                | 1                 | 2                | 0                | 28               | 2                |
| 1986-87          | 読売             | 3                | JSL1部           | 22               | 0                | 1                | 0                 | 5                | 1                | 28               | 1                |
| 1987-88          | 読売             | 3                | JSL1部           | 19               | 0                | 1                | 0                 | 4                | 1                | 24               | 1                |
| 1988-89          | 読売             | 3                | JSL1部           | 21               | 0                | 2                | 0                 | 3                | 0                | 26               | 0                |
| 1989-90          | 読売             | 3                | JSL1部           | 0                | 0                | 3                | 0                 | 1                | 0                | 4                | 0                |
| 通算             | 日本             | 日本             | JSL1部           | 208              | 7                | 28               | 1                 | 38               | 3                | 274              | 11               |
| 通算             | 日本             | 日本             | JSL2部           | 61               | 2                | 8                | 0\|\|\|\|\|\|\|\| |                  |                  |                  |                  |
| 総通算           | 総通算           | 総通算           | 総通算           | 269              | 9                | 36               | 1\|\|\|\|\|\|\|\| |                  |                  |                  |                  |

## 代表歴

### 出場大会
- ロサンゼルスオリンピック予選
- アジア競技大会（1986）
- ソウルオリンピック予選

### 試合数
- 国際Aマッチ 11試合 0得点（1984-1986）[1]
- Aマッチ初出場 - 1984年4月15日 タイ戦（シンガポール、ロサンゼルスオリンピック最終予選）

| 日本代表 | 国際Aマッチ | 国際Aマッチ | その他 | その他 | 期間通算 | 期間通算 |
| 年       | 出場        | 得点        | 出場   | 得点   | 出場     | 得点     |
| -------- | ----------- | ----------- | ------ | ------ | -------- | -------- |
| 1984     | 3           | 0           | 3      | 0      | 6        | 0        |
| 1985     | 6           | 0           | 5      | 0      | 11       | 0        |
| 1986     | 2           | 0           | 2      | 0      | 4        | 0        |
| 1987     | 0           | 0           | 9      | 0      | 9        | 0        |
| 通算     | 11          | 0           | 19     | 0      | 30       | 0        |

### 出場
| No. | 開催日         | 開催都市     | スタジアム                         | 対戦相手       | 結果 | 監督     | 大会               |
| --- | -------------- | ------------ | ---------------------------------- | -------------- | ---- | -------- | ------------------ |
| 1.  | 1984年04月15日 | シンガポール |                                    | タイ           | ●2-5 | 森孝慈   | オリンピック予選   |
| 2.  | 1984年05月31日 | 埼玉県       | さいたま市大宮公園サッカー場       | 中華人民共和国 | ○1-0 | 森孝慈   | ジャパンカップ     |
| 3.  | 1984年09月30日 | ソウル       |                                    | 韓国           | ○2-1 | 森孝慈   | 日韓定期戦         |
| 4.  | 1985年02月23日 | シンガポール |                                    | シンガポール   | ○3-1 | 森孝慈   | ワールドカップ予選 |
| 5.  | 1985年03月21日 | 東京都       | 国立霞ヶ丘競技場陸上競技場         | 北朝鮮         | ○1-0 | 森孝慈   | ワールドカップ予選 |
| 6.  | 1985年05月18日 | 東京都       | 国立霞ヶ丘競技場陸上競技場         | シンガポール   | ○5-0 | 森孝慈   | ワールドカップ予選 |
| 7.  | 1985年08月11日 | 愛知県       | 神戸総合運動公園ユニバー記念競技場 | 香港           | ○3-0 | 森孝慈   | ワールドカップ予選 |
| 8.  | 1985年09月22日 | 香港         |                                    | 香港           | ○2-1 | 森孝慈   | ワールドカップ予選 |
| 9.  | 1985年10月26日 | 東京都       | 国立霞ヶ丘競技場陸上競技場         | 韓国           | ●1-2 | 森孝慈   | ワールドカップ予選 |
| 10. | 1986年09月20日 | 大田         |                                    | ネパール       | ○5-0 | 石井義信 | アジア大会         |
| 11. | 1986年09月28日 | 大田         |                                    | バングラデシュ | ○4-0 | 石井義信 | アジア大会         |

## 指導歴
- 1990年 - 1992年  読売サッカークラブ：コーチ
- 1993年 - 1994年 ヴェルディ川崎：監督
- 1998年  セレッソ大阪：監督
- 2001年 -同7月 東京ヴェルディ1969：監督

## 監督成績
| 年度 | 所属 | クラブ | リーグ戦 | リーグ戦 | リーグ戦 | リーグ戦 | リーグ戦 | リーグ戦 | カップ戦   | カップ戦 |
| 年度 | 所属 | クラブ | 順位     | 試合     | 勝点     | 勝利     | 引分     | 敗戦     | ナビスコ杯 | 天皇杯   |
| ---- | ---- | ------ | -------- | -------- | -------- | -------- | -------- | -------- | ---------- | -------- |
| 1993 | J    | V川崎  | 優勝     | 36       | -        | 28       | -        | 8        | 優勝       | 準々決勝 |
| 1994 | J    | V川崎  | 優勝     | 44       | -        | 31       | -        | 13       | 優勝       | 2回戦    |
| 1998 | J    | C大阪  | 9位      | 34       | 44       | 15       | -        | 19       | 予選リーグ | 3回戦    |
| 2001 | J1   | 東京V  | -        | 14       |          | 4        | 0        | 10       | 1回戦      | -        |

- 2001年は7月まで。

## メディア出演

### テレビ番組
- サンデースポーツ（1995年4月 - 1997年2月 、NHK）- 司会
- さんまの天国と地獄（フジテレビ）
- スター☆ドラフト会議（2011年4月12日 - 2013年3月5日、日本テレビ）
- モーニングバード!（2012年4月4日 - 2015年3月25日、テレビ朝日）- 水曜日レギュラーゲスト
- TOKYO応援宣言（2015年4月5日 - 2017年9月24日、単独番組時代、テレビ朝日）- MC
- 音ボケPOPS（2015年10月3日 -、TOKYO MX）
- J蹴球王2016（2016年10月3日 - 、TBS） - アンバサダー
- あさチャン!（2017年4月 - 、TBS） - 火曜レギュラー
- サンデーLIVE!!（テレビ朝日・朝日放送→朝日放送テレビ・メ〜テレ共同制作、2017年10月1日 - ） - 「TOKYO応援宣言」コーナーMC、コメンテーター
- 極上!ゴルフ場探訪（2021年2月3日 - 2021年3月17日、BS朝日）- MC

### ラジオ番組
- 松木安太郎の「バーンってやってドーン!」（JAPAN FM NETWORK）
- 大谷ノブ彦 キキマス!（月曜　2014年3月31日 - 2015年3月24日、ニッポン放送）

### ウェブテレビ
- WINTICKET ミッドナイト競輪（2019年4月‐、AbemaTV）日替わり出演者のひとり

### CM
- スマートニュース（2014年）
- リクルート「ゼクシィ」（2014年）[14]
- エスエス製薬「エスカップ」（2014年）[15]
- コロプラ「白猫プロジェクト」（2015年）[16]
- スヴェンソン
- ソニー生命保険

### テレビドラマ
- オールドルーキー 第1話（2022年6月26日、TBS）- 松木安太郎（本人）役[17]

### テレビアニメ
- クレヨンしんちゃん（2012年、テレビ朝日）サッカー解説者 役
- イナズマイレブンGO ギャラクシー（2013年、テレビ東京）松居安二郎 役
- 暴れん坊力士!!松太郎（2014年、テレビ朝日）松木 役